# Distretto di Huacaschuque
Il distretto di Huacaschuque è un distretto del Perù nella provincia di Pallasca (regione di Ancash) con 671 abitanti al censimento 2007 dei quali 242 urbani e 429 rurali.
È stato istituito il 13 gennaio 1955.